# Otto I. (Tecklenburg)
Otto I. von Tecklenburg (* um 1185; † 11. September 1263) war von 1202 bis 1263 Graf von Tecklenburg.

## Leben
Otto I. wurde als Sohn von Simon I. von Tecklenburg und Oda von Altena geboren. Er folgte seinem Vater 1202 als Graf von Tecklenburg unter der Vormundschaft seiner Mutter und verschaffte seinem Bruder Adolf das Bistum Osnabrück. Er machte 1214 die Schlacht bei Bouvines gegen Frankreich mit, wurde gefangen und musste sich König Friedrich II. unterwerfen.
1217–1219 war er als Begleiter des Bischofs von Münster in Ägypten und beteiligte sich am Kreuzzug von Damiette. Er gab dem Mörder des Erzbischofs Engelbert von Köln, seinem Vetter Friedrich von Isenberg, Asyl, wurde 1225/26 geächtet und gebannt, verlor Iburg und die Vogtei Osnabrück, verhinderte aber geschickt die geplante Zerschlagung seiner Herrschaft durch die Erzbischöfe von Köln und die Bischöfe von Osnabrück. Er provozierte mit wilden Fehden gegen diese, die Bischöfe von Münster und die Grafen von Ravensberg erste westfälische Städtebündnisse, trat andererseits 1225 dem Rheinischen Städtebund bei.
Otto I. war trotz seiner Fehdelust ein bedeutender Verwalter und Organisator und sicherte das Land mit Burgenbauten. Er arrondierte durch Kauf und Tausch das Kerngebiet Tecklenburg, erwarb Zoll- und Münzrechte und verpfändete die Vogtei von Malgarten an dieses Kloster, ein weiterer wichtiger Verlust. Erstmals 1246 tauchte in den Quellen „Dominium de Tekeneburch“ auf als Ausdruck weitgehend vollzogener Territorialisierung seiner Herrschaft. 1231 musste er die Erwerbungen des Vaters weitgehend zurückgeben und stützte sich besonders auf Oldenburg und Rietberg. Er siegte 1246 erneut über Ravensberg und den Bischof von Münster, die beunruhigt waren über die weitere Machterweiterung durch den Erwerb von Vechta und Vlotho und gewann alles zurück. Er war ab 1248 kaum noch aktiv, wohl innerlich gebrochen durch den Tod seines Sohnes Heinrich, der kinderlos geblieben war.
Nach Ottos Tod teilten sich seine beiden Schwiegersöhne Otto II. von Bentheim und Heinrich von Oldenburg seine Hinterlassenschaft. Otto erhielt die Nordlande, Heinrich die südlichen Besitzungen. Als Heinrich von Oldenburg 1268 kinderlos verstarb, erbte Otto II. von Bentheim auch dessen Teil der Grafschaft Tecklenburg. Er nannte sich daraufhin Otto II. von Tecklenburg und regierte bis 1284.

## Nachfahren
Otto I. war mit Mechthild von Holstein-Schauenburg (* um 1190, † um 1264), Tochter des Grafen Adolf III. (Schauenburg und Holstein) und Adelheid von Querfurt, verheiratet. Aus dieser Ehe stammten:
- Otto (* um 1215, † nach 1226)
- Adolf (* um 1216, † vor 1238)
- Heinrich III. (* um 1217, † 25. Juli 1247), Graf von Tecklenburg als Mitregent, Graf von Vechta-Vlotho, Vogt von Metelen, verheiratet (1224) mit Jutta von Ravensberg (* um 1223, † nach 1302)
- Oda (* um 1218, † um 1265), Äbtissin von St. Aegidii/Tecklenburg
- Heilwig (* um 1219, † um 1264), verheiratet (vor 1232) mit Otto II. (* um 1205, † um 1279), Graf von Bentheim-Tecklenburg
- Eilike (* um 1220, † 1286), verheiratet mit Berthold I., Graf von Ziegenhain (* um 1205, † 1257)
- Elisabeth (* um 1222, † nach 1268), verheiratet mit Heinrich IV. von Oldenburg-Wildeshausen (* um 1205, † um 1271)